# SNRPN
SNRPN (англ. Small nuclear ribonucleoprotein polypeptide N) – білок, який кодується однойменним геном, розташованим у людей на короткому плечі 15-ї хромосоми. Довжина поліпептидного ланцюга білка становить 240 амінокислот, а молекулярна маса — 24 614.
| 10         |  | 20         |  | 30         |  | 40         |  | 50         |
| ---------- |  | ---------- |  | ---------- |  | ---------- |  | ---------- |
| MTVGKSSKML |  | QHIDYRMRCI |  | LQDGRIFIGT |  | FKAFDKHMNL |  | ILCDCDEFRK |
| IKPKNAKQPE |  | REEKRVLGLV |  | LLRGENLVSM |  | TVEGPPPKDT |  | GIARVPLAGA |
| AGGPGVGRAA |  | GRGVPAGVPI |  | PQAPAGLAGP |  | VRGVGGPSQQ |  | VMTPQGRGTV |
| AAAAVAATAS |  | IAGAPTQYPP |  | GRGTPPPPVG |  | RATPPPGIMA |  | PPPGMRPPMG |
| PPIGLPPARG |  | TPIGMPPPGM |  | RPPPPGIRGP |  | PPPGMRPPRP |  |            |

A: Аланін

C: Цистеїн

D: Аспарагінова кислота

E: Глутамінова кислота

F: Фенілаланін

G: Гліцин

H: Гістидин

I: Ізолейцин

K: Лізин

L: Лейцин

M: Метіонін

N: Аспарагін

P: Пролін

Q: Глутамін

R: Аргінін

S: Серин

T: Треонін

V: Валін

Кодований геном білок за функцією належить до рибонуклеопротеїнів. 
Задіяний у такому біологічному процесі, як альтернативний сплайсинг. 
Білок має сайт для зв'язування з РНК. 
Локалізований у ядрі.